# Samsons-Lion
Pour les articles homonymes, voir Lion (homonymie) et Samsons.
Samsons-Lion (en béarnais Sansons-Aulhon ou Sansoûs-Lou Lhoû) est une commune française située dans le département des Pyrénées-Atlantiques, en région Nouvelle-Aquitaine.

## Géographie

### Localisation
La commune de Samsons-Lion se trouve dans le département des Pyrénées-Atlantiques, en région Nouvelle-Aquitaine.
Elle se situe à 34 km par la route de Pau, préfecture du département, et à 31 km de Serres-Castet, bureau centralisateur du canton des Terres des Luys et Coteaux du Vic-Bilh dont dépend la commune depuis 2015 pour les élections départementales.
La commune fait en outre partie du bassin de vie de Lembeye.
Les communes les plus proches sont : 
Peyrelongue-Abos (1,7 km), Lembeye (1,9 km), Maspie-Lalonquère-Juillacq (2,6 km), Escurès (3,4 km), Simacourbe (3,8 km), Momy (4,3 km), Bassillon-Vauzé (4,4 km), Lucarré (4,4 km).
Sur le plan historique et culturel, Samsons-Lion fait partie de la province du Béarn, qui fut également un État et qui présente une unité historique et culturelle à laquelle s’oppose une diversité frappante de paysages au relief tourmenté.

### Communes limitrophes
Les communes limitrophes sont  Anoye, Lembeye, Maspie-Lalonquère-Juillacq, Peyrelongue-Abos et Simacourbe.
| Simacourbe (par un quadripoint) | Lembeye      |                  |
| Maspie-Lalonquère-Juillacq      | Samsons-Lion |                  |
|                                 | Anoye        | Peyrelongue-Abos |

### Hydrographie

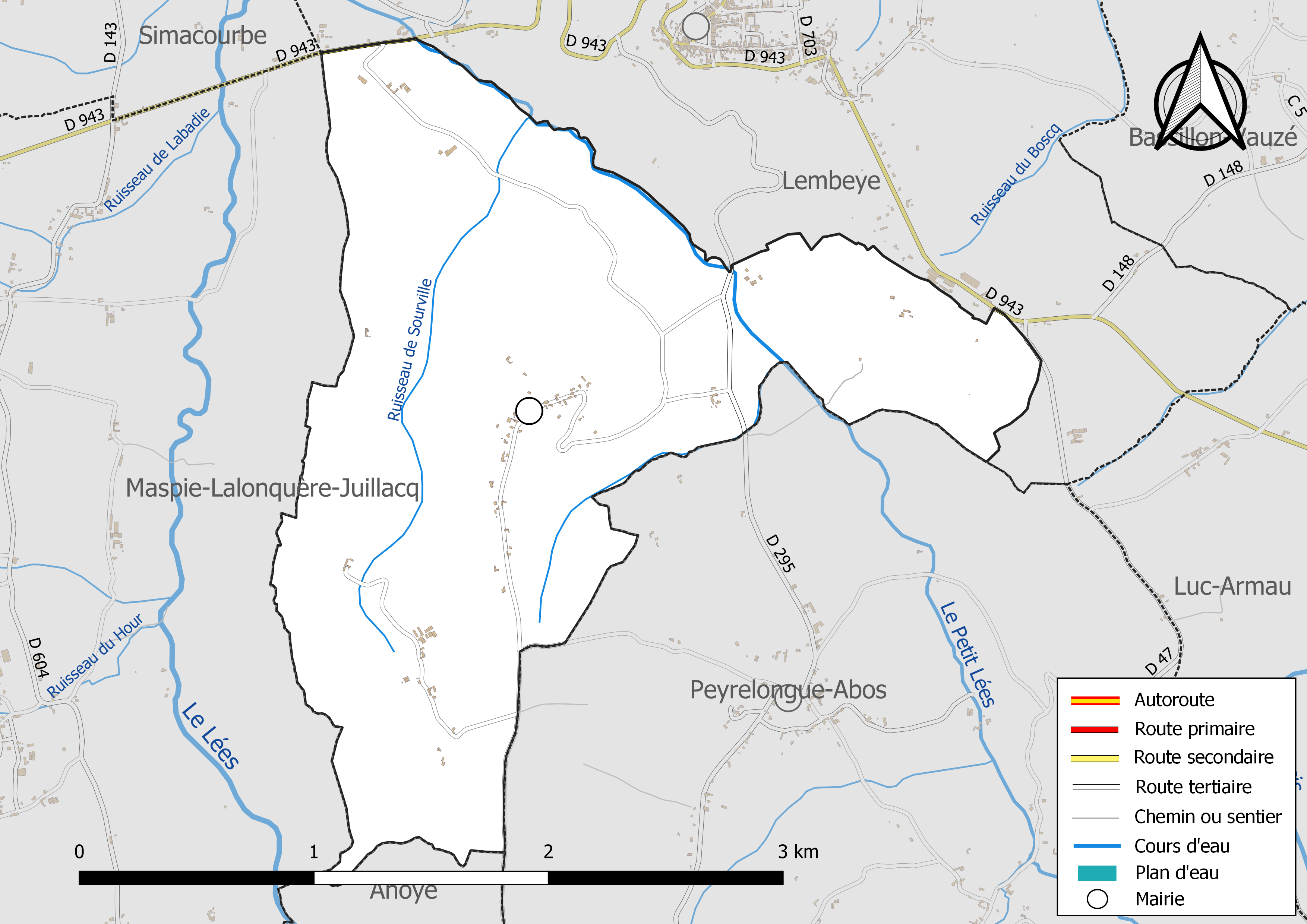
Réseaux hydrographique et routier de Samsons-Lion.

La commune est drainée par le Petit Lées, le ruisseau de Sourville et par deux petits cours d'eau, constituant un réseau hydrographique de 6 km de longueur totale,.
Le Petit Lées, d'une longueur totale de 11,6 km, prend sa source dans la commune de Momy et s'écoule du sud vers le nord. Il traverse la commune et se jette dans le Léez à Os-Marsillon, après avoir traversé 5 communes.

### Climat
Pour des articles plus généraux, voir Climat de la Nouvelle-Aquitaine et Climat des Pyrénées-Atlantiques.
Historiquement, la commune est exposée à un climat de montagne.  
En 2020, Météo-France publie une typologie des climats de la France métropolitaine dans laquelle la commune est toujours exposée à un climat de montagne et est dans la région climatique Pyrénées atlantiques, caractérisée par une pluviométrie élevée (>1 200 mm/an) en toutes saisons, des hivers très doux (7,5 °C en plaine) et des vents faibles.
Pour la période 1971-2000, la température annuelle moyenne est de 12,8 °C, avec une amplitude thermique annuelle de 14,3 °C. Le cumul annuel moyen de précipitations est de 1 127 mm, avec 11,8 jours de précipitations en janvier et 8 jours en juillet. Pour la période 1991-2020, la température moyenne annuelle observée sur la station météorologique la plus proche, située sur la commune de Mont-Disse à 14 km à vol d'oiseau, est de 13,9 °C et le cumul annuel moyen de précipitations est de 1 010,8 mm,. Pour l'avenir, les paramètres climatiques de la commune estimés pour 2050 selon différents scénarios d'émission de gaz à effet de serre sont consultables sur un site dédié publié par Météo-France en novembre 2022.

### Milieux naturels et biodiversité

#### Espaces protégés
La protection réglementaire est le mode d’intervention le plus fort pour préserver des espaces naturels remarquables et leur biodiversité associée,.
Un  espace protégé est présent sur la commune : 
le « coteau de Lembeye », un terrain acquis (ou assimilé) par un conservatoire d'espaces naturels,, d'une superficie de 97,5 ha.

#### Réseau Natura 2000
Le réseau Natura 2000 est un réseau écologique européen de sites naturels d'intérêt écologique élaboré à partir des Directives « Habitats » et « Oiseaux », constitué de zones spéciales de conservation (ZSC) et de zones de protection spéciale (ZPS).
Un site Natura 2000 a été défini sur la commune au titre de la « directive Habitats » : les « coteaux de Castetpugon, de Cadillon et de Lembeye », d'une superficie de 220 ha, présentant des pelouses calcaires riches en orchidées et autres plantes rares régionalement, globalement bien conservées,.

#### Zones naturelles d'intérêt écologique, faunistique et floristique
L’inventaire des zones naturelles d'intérêt écologique, faunistique et floristique (ZNIEFF) a pour objectif de réaliser une couverture des zones les plus intéressantes sur le plan écologique, essentiellement dans la perspective d’améliorer la connaissance du patrimoine naturel national et de fournir aux différents décideurs un outil d’aide à la prise en compte de l’environnement dans l’aménagement du territoire.
Une ZNIEFF de type 2 est recensée sur la commune, : 
les « coteaux calcaires du Béarn » (461,36 ha), couvrant 20 communes du département.

## Urbanisme

### Typologie
Au 1er janvier 2024, Samsons-Lion est catégorisée commune rurale à habitat dispersé, selon la nouvelle grille communale de densité à sept niveaux définie par l'Insee en 2022.
Elle est située hors unité urbaine. Par ailleurs la commune fait partie de l'aire d'attraction de Pau, dont elle est une commune de la couronne,. Cette aire, qui regroupe 227 communes, est catégorisée dans les aires de 200 000 à moins de 700 000 habitants,.

### Occupation des sols

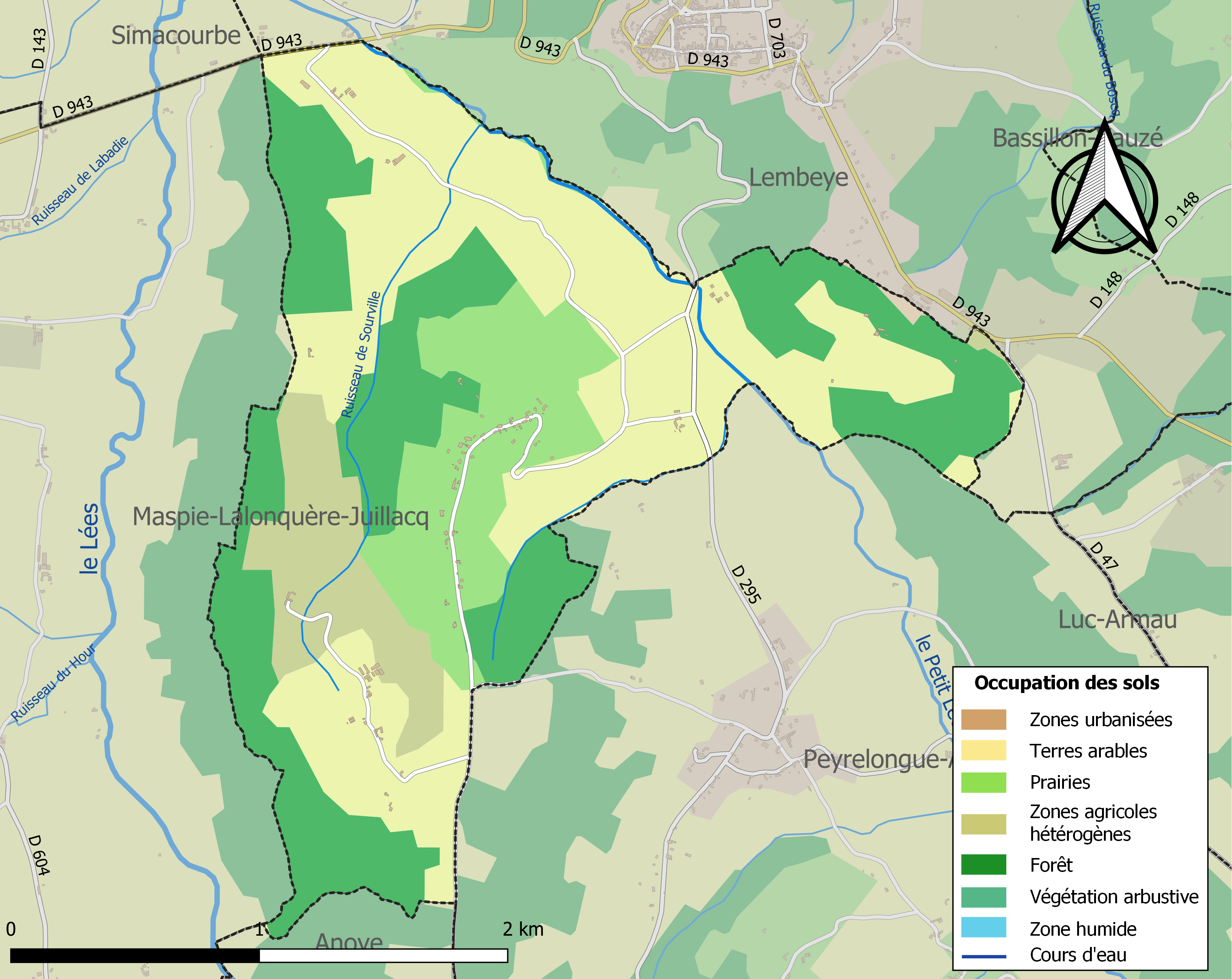
Carte des infrastructures et de l'occupation des sols de la commune en 2018 (CLC).

L'occupation des sols de la commune, telle qu'elle ressort de la base de données européenne d’occupation biophysique des sols Corine Land Cover (CLC), est marquée par l'importance des territoires agricoles (66,7 % en 2018), en augmentation par rapport à 1990 (58 %). La répartition détaillée en 2018 est la suivante : 
terres arables (42,7 %), forêts (33,3 %), prairies (14,6 %), zones agricoles hétérogènes (9,3 %), zones urbanisées (0,1 %). L'évolution de l’occupation des sols de la commune et de ses infrastructures peut être observée sur les différentes représentations cartographiques du territoire : la carte de Cassini (XVIIIe siècle), la carte d'état-major (1820-1866) et les cartes ou photos aériennes de l'IGN pour la période actuelle (1950 à aujourd'hui).

### Lieux-dits et hameaux
- Baylot ;
- Lion : Bidou, Rey ;
- Samsons : Faudoas, Parriou, Peyré.

### Voies de communication et transports
Elle est desservie par les routes départementales 295 et 943.

### Risques majeurs
Le territoire de la commune de Samsons-Lion est vulnérable à différents aléas naturels : météorologiques (tempête, orage, neige, grand froid, canicule ou sécheresse) et séisme (sismicité modérée). Un site publié par le BRGM permet d'évaluer simplement et rapidement les risques d'un bien localisé soit par son adresse soit par le numéro de sa parcelle.

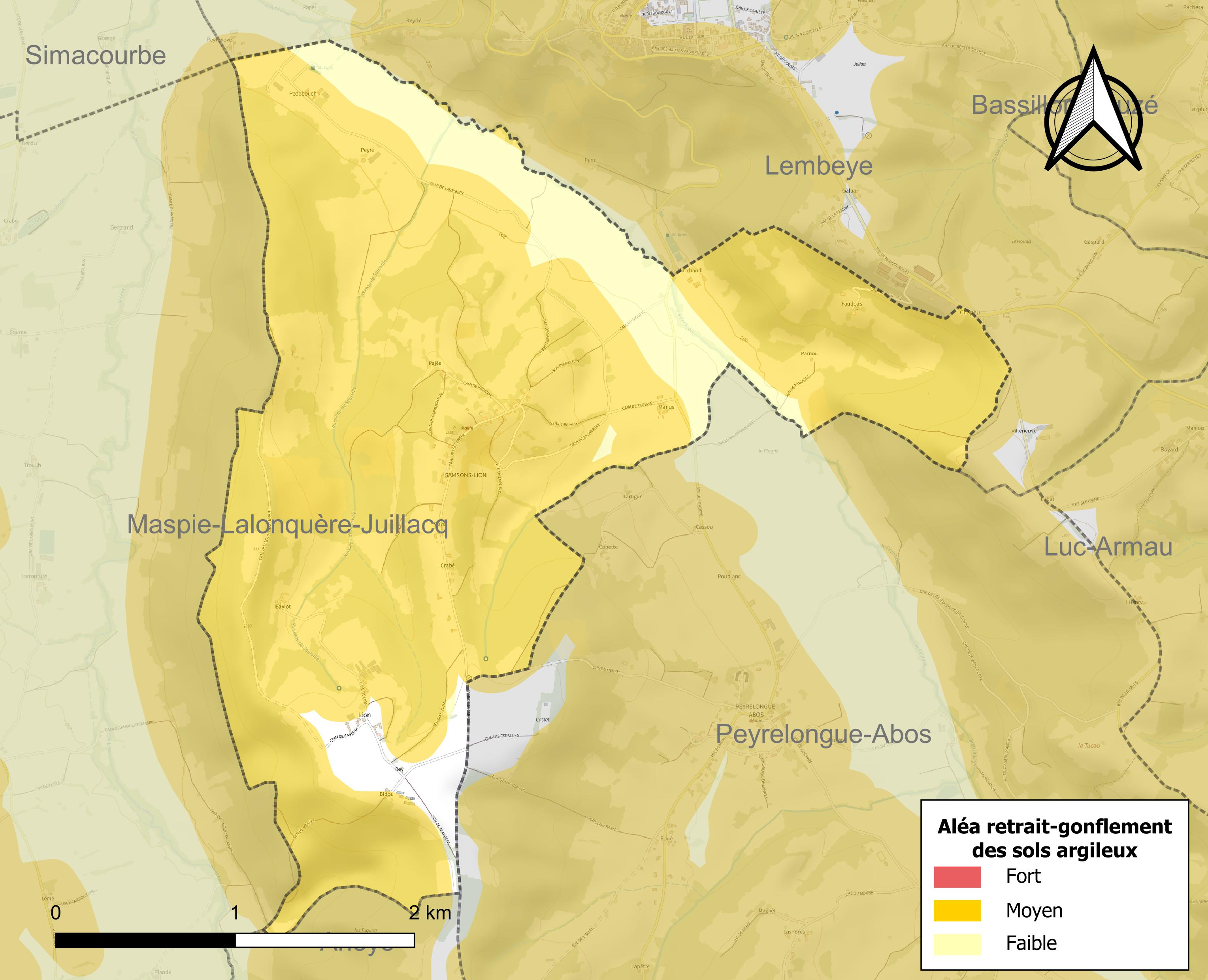
Carte des zones d'aléa retrait-gonflement des sols argileux de Samsons-Lion.

Le retrait-gonflement des sols argileux est susceptible d'engendrer des dommages importants aux bâtiments en cas d’alternance de périodes de sécheresse et de pluie. 86,5 % de la superficie communale est en aléa moyen ou fort (59 % au niveau départemental et 48,5 % au niveau national). Depuis le 1er octobre 2020, en application de la loi ELAN, différentes contraintes s'imposent aux vendeurs, maîtres d'ouvrages ou constructeurs de biens situés dans une zone classée en aléa moyen ou fort,.
La commune a été reconnue en état de catastrophe naturelle au titre des dommages causés par les inondations et coulées de boue survenues en 1982, 2009 et 2018.

## Toponymie
Le toponyme Samsoms apparaît sous les formes Sanzos (XIIe siècle, d'après Pierre de Marca), Samssos et Sansoo (respectivement 1385 et 1402, censier de Béarn), Sansoos (1442, contrats de Carresse), Sanssoos (1492, notaires de Pau) et Samsous (1793 ou an II).
Le toponyme Lion apparaît sous les formes Le Leon (XIIIe siècle, fors de Béarn), Aulioo (1385, censier de Béarn), Lo Lioo et Lo Lion (respectivement 1544 et 1546, réformation de Béarn) et Le Lyon (1778, dénombrement d'Anoye).
Son nom béarnais est Sansons-Aulhon ou Sansoûs-Lou Lhoû.

## Histoire
Paul Raymond note qu'en 1385, Samsons comptait dix-huit feux et Lion quatre. Les deux communes dépendaient du bailliage de Lembeye.
La baronnie de Samsons était composée de Bétracq, Crouseilles, Haget, Langassous, Lapèdes, Lasserre et Samsons, et était vassale de la vicomté de Béarn.
Lion s'est uni à Samsons en 1831.

### Les Hospitaliers
Paul Raymond indique que  Samsons était un membre de la commanderie des Hospitaliers de l'ordre de Saint-Jean de Jérusalem de Caubin et Morlaàs et Lion dépendait de la clau d'Anoye.

## Politique et administration
| Période                                  | Période | Identité         | Étiquette | Qualité |
| ---------------------------------------- | ------- | ---------------- | --------- | ------- |
| 1995                                     | 2008    | Philippe Castets |           |         |
| 2008                                     | 2014    | Philippe Castets |           |         |
| Les données manquantes sont à compléter. |         |                  |           |         |

### Intercommunalité
Samsons-Lion fait partie de quatre structures intercommunales :
- la communauté de communes du Nord-Est Béarn ;
- le SIVU de la voirie du canton de Lembeye ;
- le syndicat d’énergie des Pyrénées-Atlantiques ;
- le syndicat intercommunal d’alimentation en eau potable (SIAEP) du Vic-Bilh Montanérès.

## Population et société

### Démographie
L'évolution du nombre d'habitants est connue à travers les recensements de la population effectués dans la commune depuis 1793. Pour les communes de moins de 10 000 habitants, une enquête de recensement portant sur toute la population est réalisée tous les cinq ans, les populations de référence des années intermédiaires étant quant à elles estimées par interpolation ou extrapolation. Pour la commune, le premier recensement exhaustif entrant dans le cadre du nouveau dispositif a été réalisé en 2006.

En 2022, la commune comptait 95 habitants, en évolution de +9,2 % par rapport à 2016 (Pyrénées-Atlantiques : +3,78 %, France hors Mayotte : +2,11 %).
| 1793 | 1800 | 1806 | 1821 | 1831 | 1836 | 1841 | 1846 | 1851 |
| ---- | ---- | ---- | ---- | ---- | ---- | ---- | ---- | ---- |
| 218  | 240  | 333  | 266  | 313  | 336  | 320  | 324  | 319  |

| 1856 | 1861 | 1866 | 1872 | 1876 | 1881 | 1886 | 1891 | 1896 |
| ---- | ---- | ---- | ---- | ---- | ---- | ---- | ---- | ---- |
| 307  | 274  | 259  | 240  | 230  | 179  | 200  | 197  | 205  |

| 1901 | 1906 | 1911 | 1921 | 1926 | 1931 | 1936 | 1946 | 1954 |
| ---- | ---- | ---- | ---- | ---- | ---- | ---- | ---- | ---- |
| 184  | 161  | 150  | 142  | 140  | 133  | 130  | 113  | 95   |

| 1962 | 1968 | 1975 | 1982 | 1990 | 1999 | 2006 | 2011 | 2016 |
| ---- | ---- | ---- | ---- | ---- | ---- | ---- | ---- | ---- |
| 83   | 69   | 53   | 54   | 64   | 75   | 71   | 78   | 87   |

| 2021 | 2022 | - | - | - | - | - | - | - |
| ---- | ---- | - | - | - | - | - | - | - |
| 93   | 95   | - | - | - | - | - | - | - |

## Culture locale et patrimoine

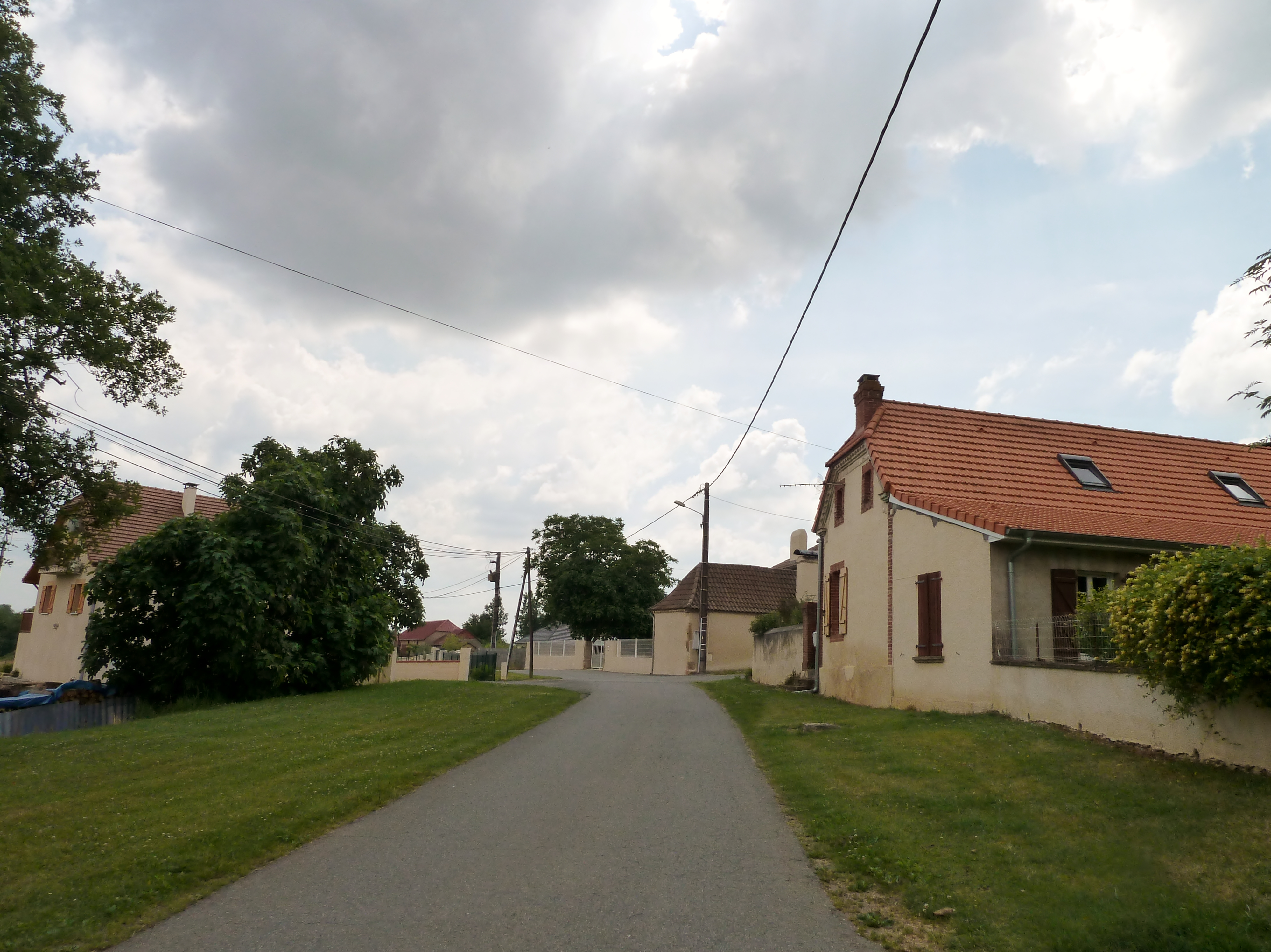
Le village.

La fête communale a lieu à la fin du mois d'août.

### Patrimoine civil
Les vestiges d'un édifice fortifié, à Samsons, datant des XIe et XIIe siècles, témoignent du passé ancien de la commune.
Samsons-Lion présente un ensemble de demeures et de fermes dont la construction s'est étalée du XVIIIe et XIXe siècles.

### Patrimoine religieux
L'église Saint-Barthélémy, à Samsons, date partiellement du XIIe siècle, tout comme l'église Sainte-Madeleine, de Lion.
L'église Saint-Barthélémy recèle du mobilier, des tableaux, des verrières des statues et des objets inscrits à l'Inventaire général du patrimoine culturel. On trouve également dans l'église Sainte-Madeleine un riche patrimoine inventorié par le ministère de la Culture (objets, tableau et mobilier).

## Héraldique
| Blason de Samsons-Lion | Blason  | Écartelé: aux 1er et 4e d'azur au lion d'or, au 2e d'or au flacon de gueules, au 3e d'or à la palme de sinople posée en bande. |
| Blason de Samsons-Lion | Détails | Le statut officiel du blason reste à déterminer.                                                                               |